# Zbyněk Zajíc z Hasenburka
Zbyněk Zajíc z Hasenburka (ur. 1376, zm. 28 września 1411 w Pożoniu) – czeski szlachcic, duchowny katolicki, arcybiskup praski od 1403 r.

## Życiorys
Wywodził się ze starej czeskiej rodziny szlacheckiej. Jego rodzicami byli Wilhelm Zajíc von Hasenburg oraz Anna ze Slavětína i Libochovic. Od samego początku przeznaczony był do stanu duchownego. W 1390 r. Zbynek otrzymał probostwo w Mielniku oraz został członkiem kapituły katedralnej w Pradze.
Po śmierci arcybiskupa Mikuláša Puchníka z Černic, który zmarł przed konsekracją na nowego metropolitę praskiego wybrano Zbynka, na polecenie króla Czech Wacława IV. 20 listopada 1402 r. uzyskał zgodę papieską na objęcie urzędu, a 1 grudnia 1402 r. został wyświęcony na biskupa oraz otrzymał paliusz. Formalnego wyboru na urząd arcybiskupi kapituła katedralna dokonała dopiero we wrześniu 1403 r.
Został najbliższym współpracownikiem króla, który powierzył mu rządy regencyjne podczas swojej podróży do Wrocławia i kampanii w Bawarii w 1404 r.
Jako arcybiskup starł się prawidłowo zarządzać i gospodarować archidiecezją. Zwołał w tym celu kilka synodów diecezjalnych. Najpoważniejszym problemem było szerzenie się na Uniwersytecie Praskim nauki John Wycliffa. Ostatecznie na mocy dekretu kutnohorskiego doprowadził do wydalenia wiklefistów z uczelni, w tym Jana Husa.
Zbynek nie zaakceptował w pełni królewskiego dekretu, stając po stronie Husa i nakazując mu wyjaśnienie swoich nauk, czym wszedł w ostry konflikt z królem Wacławem IV. Gdy próby mediacji zawiodły wyjechał do Litomyśla, gdzie starał się spotkać z królem Węgier Zygmuntem, który obiecał swoją ochronę i pomoc. Do spotkania ostatecznie nie doszło wskutek choroby Zbynka, który zmarł w drodze na dwór królewski w Pożoniu 28 września 1411. Jego ciało spoczęło w podziemiach praskiej katedry dopiero w 1436 roku.